# 櫻井周斗
櫻井 周斗（さくらい しゅうと、1999年6月25日 - ）は、埼玉県所沢市出身のプロ野球選手（投手）。左投左打。CPBLの台鋼ホークス所属。　

## 経歴

### プロ入り前
2人の実兄の影響で、所沢リトルライオンズで軟式野球をスタート。当初は投手一本で、チーム内に同級生が居なかったことから、小学4年時に所沢ニュータウンヤンキースへ移った。小学校6年時のNPB12球団ジュニアトーナメントで、東京ヤクルトスワローズのジュニアチームのメンバーに選ばれたが、左肘を故障したため実際には出場しなかった。
東中学校への入学と同時に、新座シニアに入団。途中で左肘を再び故障したため、野手に転向する。3年時に参加したリトルシニア関東選抜では、投手としての素質に目を付けた関東選抜監督（海老名リトルシニア監督）の方針で、投手として東京ドームの日本リトルシニア全国選抜野球大会に出場。前述したブランクがあったにもかかわらず、ストレートで最速135km/hを記録した。
シニア出身の先輩がいた縁で進学した日本大学第三高等学校では、1年秋から右翼手としてレギュラーで出場。2年夏の選手権西東京大会では、打者として5割以上の打率を記録した。しかし、チームの投手陣に故障者が相次いだため、投手に急遽復帰。1学年先輩の坂倉将吾とバッテリーを組んだが、準決勝で敗退した。
2年秋の秋季東京都高等学校野球大会で、岡部仁とのダブルエースとして決勝に進出。早稲田実業高校との決勝で先発を任されると、清宮幸太郎から5打席連続で三振を奪った。チームは6-8で敗れたものの、清宮から全打席で三振を奪ったことで、「清宮キラー」として注目を集めるようになった。
3年時には、第89回選抜高等学校野球大会に出場すると、初戦で履正社高等学校と対戦。安田尚憲から3打席連続三振を奪いながら、8回途中5失点という内容で、チームは5対12で敗退した。春季東京都大会の決勝で早稲田実業高校との再戦が実現したが、夏の選手権西東京大会での対戦を見越した監督の小倉全由の方針で野手として出場。9回に本塁打を放つなど活躍したが、高校野球の試合では珍しく22時を越えるほどの大熱戦を展開した末に、17-18で惜敗した。「早稲田実業を決勝での打倒」「小倉監督の下での優勝」を目標に臨んだ夏の選手権西東京大会では、5回戦まで勝ち上がったが、準々決勝で東海大菅生高校に0-5で敗戦した。9月にカナダで開催された2017 WBSC U-18ワールドカップには、日本代表の一員として出場。外野手や指名打者を中心に起用され、3番に清宮、4番に安田、6番に中村奨成が並んだ強力打線の5番打者として3割以上の打率を残し、チームの銅メダル獲得に貢献した。当時のメンバーには後のチームメイトとなる徳山壮磨、三浦銀二、西巻賢二がいた。
ワールドカップ終了後にプロ志望届を提出し、2017年10月26日に行われたドラフト会議では、投手として横浜DeNAベイスターズから5位指名を受け、契約金3000万円、年俸550万円（金額は推定）という条件で入団した。背番号は41。指名後の挨拶で投手として勝負することを志願し、入団後は投手として登録された。
- 日大三高時代（2017年4月撮影）
- 同左

### DeNA時代

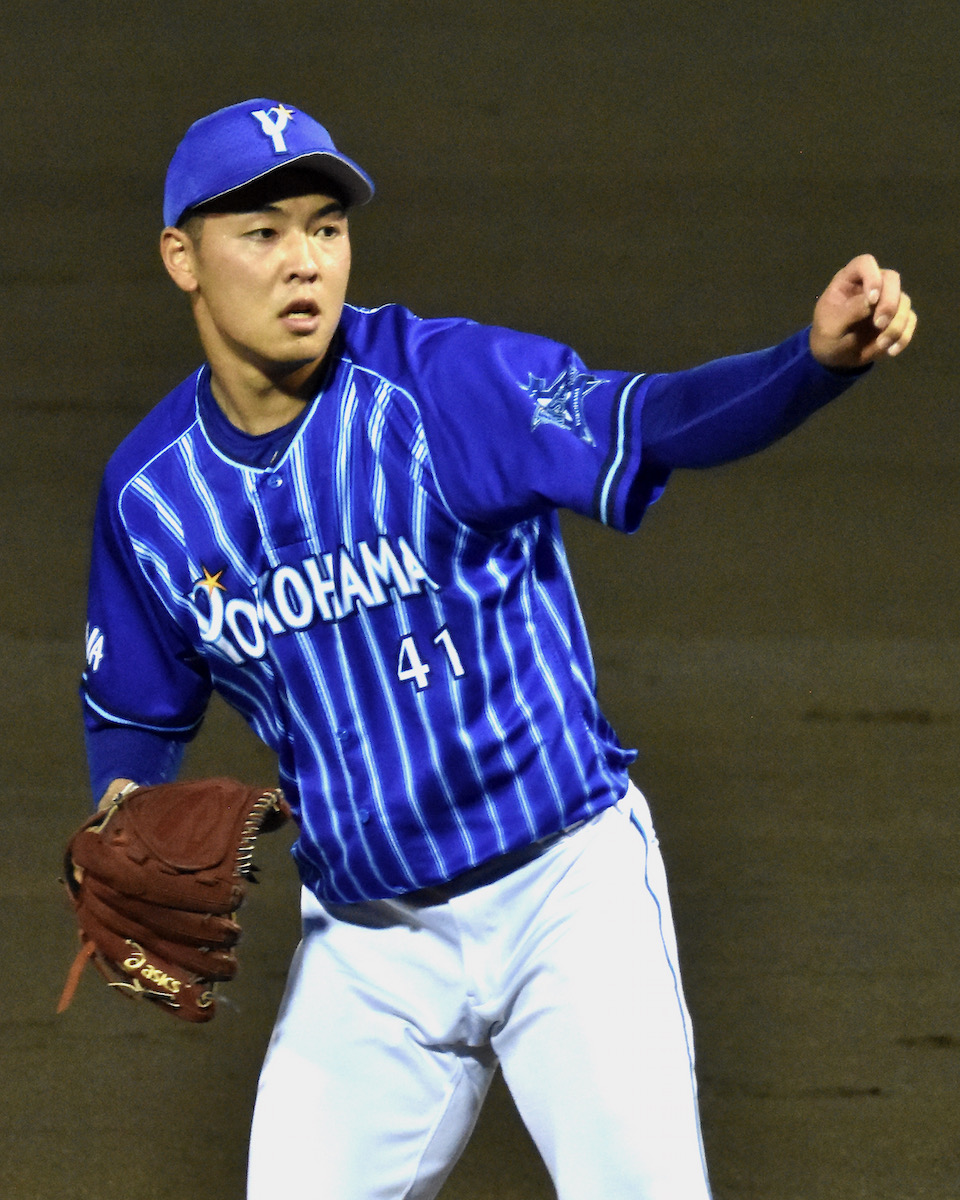
DeNA時代
（2021年7月31日、読売ジャイアンツ球場）

2018年は、春季キャンプを二軍でスタートさせたが、練習試合で好投したことを受け、オープン戦開幕日の2月24日から一軍へ合流。同日の対読売ジャイアンツ戦（沖縄セルラースタジアム那覇）6回表から救援で登板すると、1イニングを無安打無失点に抑え、勝利投手になった。高校から直接NPBの球団に入った新人投手がオープン戦で初登板・初勝利を記録したのは、2000年の河内貴哉以来18年ぶりで、チーム開幕戦での記録は1990年の宮地克彦以来28年ぶり。DeNAの高卒新人投手によるオープン戦の勝利は、大洋時代に石井忠徳（石井琢朗）が1989年3月25日の対西武戦で記録して以来29年ぶりであった。その後も登板した全5試合を無失点に抑え、北海道日本ハムファイターズへ入団した清宮とのプロ初対戦で三振（通算6打席連続三振）を奪うなど好投を続けたが、開幕直前に二軍降格。チームの高卒新人投手としては石井以来となる開幕一軍入りを逃すと、レギュラーシーズン中は二軍生活に終始した。イースタン・リーグの公式戦では、先発を中心に18試合に登板し、2勝3敗を記録。1試合で完投を記録したが、防御率は7.03だった。シーズン終了後は、10月にコロンビアで開催された2018 WBSC U-23ワールドカップに日本代表の一員として出場し、3試合に登板。いずれの試合でも無失点に抑える好投で、チームの準優勝に貢献した。
2019年は、6月7日の対埼玉西武ライオンズ戦（横浜スタジアム）で、救援投手として一軍公式戦デビュー。以降も12試合に中継ぎで登板した。阿部慎之助の引退試合として催された9月27日の対読売ジャイアンツ戦（東京ドーム）で、一軍公式戦に初先発。2イニングの登板ながら、巨人上位打線を無安打無得点に抑えた。最終的に14試合に登板し、0勝0敗、防御率4.86を記録。10月16日、235万円増の推定年俸805万円で契約を更改した。
2020年は、先発として調整していたが一軍・二軍共に中々結果が出せず、起用法の定まらない1年となった。一軍では3試合に登板し防御率7.36、二軍でも17試合に登板し防御率6.52と振るわなかった。
2021年は、先発として二軍で調整していたが、4月10日に登録されると、中継ぎ投手として5試合に登板した。4月25日に抹消されたものの、6月10日に再び登録されて以降はイニング跨ぎを中心に中継ぎ投手として起用され、シーズン終了まで一軍に帯同。自己最多の30試合に登板し、0勝1敗、防御率3.07と安定した成績を収めた。12月2日、610万円増となる推定年俸1380万円で契約を更改した。
2022年は、1月6日に横浜市内の病院で「左肘尺骨観血的整復固定術」を受けたことを発表した。リハビリを経て、7月3日のイースタン・リーグの千葉ロッテマリーンズ戦で実戦復帰を果たしたが、9月初旬に新型コロナウイルス感染により離脱、10月には疲労骨折が再発しリハビリに入る。11月9日、育成契約を結ぶことが発表された。背番号は041。推定年俸は、340万円減の1040万円となった。
2023年、4月8日に支配下に復帰することが発表された。背番号は元の41。支配下に復帰したものの、2年連続で一軍登板なしに終わった。二軍では36試合に登板し、1勝2敗、防御率3.38を記録。オフに、250万円減となる推定年俸790万円で契約を更改した。

### 楽天時代
2023年12月8日、現役ドラフトで東北楽天ゴールデンイーグルスから指名を受け、移籍することになった。背番号は40。入団会見では同学年の清宮や安田との対戦について触れた。
2024年は、5月10日に移籍後初登板を果たすも、21日の対福岡ソフトバンクホークス戦（みずほPayPayドーム福岡）での救援登板で1回6失点と打ち込まれるなど一軍定着には至らなかった。7月10日の対ロッテ戦（ZOZOマリンスタジアム）で初回に降板した先発の松井友飛を救援した試合を最後に一軍登板はなく、10月5日に球団から戦力外通告を受けた。戦力外通告後は現役引退を考えたこともあったが、野球を仕事にして給料を得る意欲や野球好きの両親に自身の姿を見せたい思いが自分の中に残っていたことから、現役続行を決意し日本国外に新天地を求めることにした。

### 台湾・台鋼時代
2025年1〜2月、アレックス・ラミレスが結成した特別編成チーム "ジャパンブリーズ" に加わってメキシコ遠征に参加し、カリブ海沿岸諸国のウィンターリーグ王者が集う国際大会・第67回カリビアンシリーズに出場した。ラミレスは、20代後半でNPB球団に在籍していない選手がドラフトで指名されたり新たな契約を得たりするのが困難な状況を問題視しており、カリビアンシリーズで選手をスカウトの目に触れさせることがそのような選手のNPB復帰、あるいはMLB傘下やカリブ海沿岸国・地域の球団との契約のきっかけになればいいと考えていた。櫻井はチームの初戦、ドミニカ共和国代表レオネス・デル・エスコヒードとの試合に先発として抜擢されたが、3回4失点で敗戦投手となった。そこから中1日で開催国メキシコ代表チャロス・デ・ハリスコとの試合にも救援登板し、ここでは2回無失点と好投した。レオネス戦のときは大会公式球が手になじまず「真剣勝負で負けた悔しさではなく、そこまでいけなかった悔しさ」があったが、チャロス戦では「リリーフで回またぎをして、このピッチングを先発でもやるべきだ」と手応えを掴めたという。
大会終了後、台湾プロ野球・台鋼ホークスの入団テストを受験した。3月1日に韓国プロ野球のキウム・ヒーローズとの試合で2回無失点と好投したことなどが評価され、同月17日にチーム7人目の外国人選手として契約を得た。

## 選手としての特徴

### 投球
最速150km/hのストレートと、清宮から5打席連続三振を奪った切れ味の鋭い縦方向のスライダーが武器。高校時代からスライダーへの評価が高く、清宮と同じ左の強打者である安田も3打席連続三振と苦戦した。他の変化球を実戦で投げられなかったことから、DeNAへの入団を機に、2種類のチェンジアップを1か月半で習得。入団1年目の実戦登板で制球が定まらなかったため、投球フォームの改善に取り組んだところ、2年目の2019年シーズン序盤から制球力や球速が一気に向上している。
プロ入り後2年目まではストレートを軸に上述のスライダーとチェンジアップで勝負するピッチャーだったが、3年目からはストレートとスライダーの使用を減らし、カットボール、チェンジアップ、ツーシーム、カーブを組み合わせ打者と対峙している。

### 打撃
高校時代には、対外試合で通算32本塁打を放つなど、打者としても非凡なセンスを発揮。前述した2017 WBSC U-18ワールドカップでは、打率.333、5打点という成績を残した。このような実績から「二刀流」での活躍も期待されていたが、本人の意向から、DeNAへの入団後は投手に専念している。

## 人物
プロ入り後に乃木坂46のファンとなり、一軍デビューを果たした2019年シーズン以降は同グループの楽曲を登場曲に使用している。「推しメン」はDeNA時代は齋藤飛鳥、楽天時代は久保史緒里を挙げている。
中学時代はシニアでプレーをしながら学校の部活動は卓球部に所属していたこともあり、卓球を得意スポーツに挙げている。DeNAに入団後もファンフェスティバルの卓球対決に参加した。また、かねてから卓球日本代表の平野美宇ファンを公言している。

## 詳細情報

### 年度別投手成績
| 年 度    | 球 団    | 登 板 | 先 発 | 完 投 | 完 封 | 無 四 球 | 勝 利 | 敗 戦 | セ 丨 ブ | ホ 丨 ル ド | 勝 率 | 打 者 | 投 球 回 | 被 安 打 | 被 本 塁 打 | 与 四 球 | 敬 遠 | 与 死 球 | 奪 三 振 | 暴 投 | ボ 丨 ク | 失 点 | 自 責 点 | 防 御 率 | W H I P |
| -------- | -------- | ----- | ----- | ----- | ----- | -------- | ----- | ----- | -------- | ----------- | ----- | ----- | -------- | -------- | ----------- | -------- | ----- | -------- | -------- | ----- | -------- | ----- | -------- | -------- | ------- |
| 2019     | DeNA     | 14    | 1     | 0     | 0     | 0        | 0     | 0     | 0        | 1           | ----  | 74    | 16.2     | 17       | 1           | 10       | 0     | 1        | 17       | 1     | 0        | 9     | 9        | 4.86     | 1.62    |
| 2020     | DeNA     | 3     | 1     | 0     | 0     | 0        | 0     | 0     | 0        | 0           | ----  | 35    | 7.1      | 12       | 0           | 3        | 0     | 0        | 4        | 1     | 0        | 6     | 6        | 7.36     | 2.05    |
| 2021     | DeNA     | 30    | 0     | 0     | 0     | 0        | 0     | 1     | 0        | 1           | .000  | 181   | 41.0     | 36       | 3           | 29       | 1     | 0        | 37       | 3     | 1        | 15    | 14       | 3.07     | 1.59    |
| 2024     | 楽天     | 8     | 0     | 0     | 0     | 0        | 0     | 0     | 0        | 0           | ----  | 48    | 10.2     | 11       | 0           | 8        | 1     | 0        | 9        | 1     | 0        | 10    | 10       | 8.44     | 1.78    |
| NPB：4年 | NPB：4年 | 55    | 2     | 0     | 0     | 0        | 0     | 1     | 0        | 2           | .000  | 338   | 75.2     | 76       | 4           | 50       | 2     | 1        | 67       | 6     | 1        | 40    | 39       | 4.64     | 1.67    |

- 2024度シーズン終了時
- 各年度の太字はリーグ最高

### 年度別守備成績
| 年 度 | 球 団 | 投手  | 投手  | 投手  | 投手  | 投手  | 投手     |
| 年 度 | 球 団 | 試 合 | 刺 殺 | 補 殺 | 失 策 | 併 殺 | 守 備 率 |
| ----- | ----- | ----- | ----- | ----- | ----- | ----- | -------- |
| 2019  | DeNA  | 14    | 0     | 3     | 0     | 0     | 1.000    |
| 2020  | DeNA  | 3     | 0     | 1     | 0     | 0     | 1.000    |
| 2021  | DeNA  | 30    | 6     | 5     | 0     | 1     | 1.000    |
| 2024  | 楽天  | 8     | 1     | 0     | 0     | 0     | 1.000    |
| NPB   | NPB   | 55    | 7     | 9     | 0     | 1     | 1.000    |

- 2024年度シーズン終了時

### 記録

#### NPB
初記録
投手記録
- 初登板：2019年6月7日、対埼玉西武ライオンズ1回戦（横浜スタジアム）、9回表に4番手で救援登板、1回無失点・完了
- 初奪三振：同上、9回表に山川穂高から空振り三振
- 初ホールド：2019年7月21日、対中日ドラゴンズ13回戦（横浜スタジアム）、6回表に2番手で救援登板、1回0/3無失点
- 初先発登板：2019年9月27日、対読売ジャイアンツ25回戦（東京ドーム）、2回無失点

打撃記録
- 初打席：2019年7月8日、対東京ヤクルトスワローズ13回戦（明治神宮野球場）、4回表に山田大樹から見逃し三振
- 初安打：2019年8月1日、対東京ヤクルトスワローズ18回戦（横浜スタジアム）、5回裏に山田大樹から左前安打
- 初打点：2021年4月24日、対阪神タイガース5回戦（阪神甲子園球場）、3回表に伊藤将司から左前適時打

#### CPBL
初記録
投手記録
- 初登板・初先発・初勝利・初先発勝利：2025年8月17日、対統一ライオンズ（澄清湖棒球場）、5回無失点で勝利投手（被安打2、奪三振2、四死球4）

- 初奪三振：同上、2回表に陳聖平から空振り三振

### 背番号
- 41（2018年[8] - 2022年、2023年4月10日[21] - 同年終了）
- 041（2023年[19] - 同年4月9日）
- 40（2024年[22]）
- 69（2025年[38] - ）

### 代表歴
- 2017 WBSC U-18ワールドカップ
- 2018 WBSC U-23ワールドカップ

### 登場曲
- 「インフルエンサー」乃木坂46（2019年 - ）
- 「裸足でSummer」乃木坂46（2019年8月、夏季限定）
- 「オフショアガール」乃木坂46（2020年、打席限定）